# Tattva Bodha
Tattva Bodha ou Tattvabodha (Connaissance de la Vérité ou du Réel) est un texte sanskrit composé en prose et attribué à Adi Shankara (788 - 820?).

## Étymologie
Le titre de l'ouvrage est composé des noms Tattva (तत्त्व) signifiant vérité et Bodha (बोध) signifiant connaissance, expérience, pensée. Il peut donc être traduit comme connaissance de la vérité. Une traduction plus libre et en même temps plus correcte serait l'éveil à la nature de cela, de l'éternel.

## Contenu
Le Tattva Bodha est considéré comme une introduction définitive à l'étude du Soi (Âtman). Il se compose de 38 versets principaux pour un total de 103 versets organisés en cinq sections :
- Introduction - upodhgata
- Enquête sur l'individu - jīva vicāra
- Enquête sur le soi - ātma vicāra
- Enquête sur la création - śriṣṭi vicāra
- Enquête sur l'identité entre l'individu et Dieu - jīva iśvara vicāra
- Fruit de la connaissance de soi - jñanaphalam.

Les vers d'ouverture et de clôture sont typiques de Shloka (śloka), tandis que le reste de l'œuvre est écrit sous forme de prose. Le texte se déroule généralement dans un style de questions-réponses qui clarifie les concepts philosophiques de base du jnana yoga sous une forme précise.